# 万顷沙车辆段
万顷沙车辆段与综合基地位于中国广东省广州市南沙区珠江街道，是广州地铁18号线的车辆基地，占地面积50.096万平方米。车站与西南侧的万顷沙站接轨。

## 基本信息
万顷沙车辆段总投资额40.46亿元，承担着广州地铁18号线和22号线配属列车的维修任务，停车能力共54列位。主要工程量有钻孔桩12468根，土石方总量213.7万方，混凝土浇筑总量150万方，同时预留30万平方米上盖开发条件，工程体量大，参建管理人员和产业工人高峰时最多达7000余人。